# 姜明求
姜 明求（カン・ミョング、朝鮮語: 강명구、1917年 - 2000年5月3日）は、大韓民国の建築家。元中央大学校建築科教授。

## 人物
日本統治時代のソウル出身。以後渡日し1940年に早稲田高等工学校建築科卒業。1943年から1946年まで朝鮮住宅営団の設計部技師を務め、1946年より独立して設計事務所を設立した。1954年、渡米しニューヨークの建築会社で設計を務め、帰国し1955年に弘益大学校の講師を務め、1961年に助教授となった。1956年より大韓美術協会理事、1956年-1963年国展審査委員、1957年韓国建築家協会理事、1961年国会議事堂建設委員および大韓住宅営団住宅建設委員、1962年芸術家総連合会(1961)などを歴任し、1960年第3回国際造形会議に韓国代表として参加したこともある。手がけた建築物には『芸総会館』、『第一銀行光州支店』、『ソウル大学校農大寮』、『清州市庁』等がある。83歳で死去した。